# Eleição presidencial na Argentina em 1999
As eleições presidenciais argentinas de 1999 elegeram o candidato da UCR, Fernando de la Rúa, para um período de quatro anos, substituindo o presidente reeleito Carlos Menem. Então governador da cidade de Buenos Aires, Fernando de la Rúa foi eleito em primeiro turno com 48,3% dos votos válidos ao ganhar do candidato peronista Eduardo Duhalde e do ex-ministro da Fazenda Domingo Cavallo. 
Primeiro presidente argentino eleito fora do campo político do peronismo desde Alfonsín, de la Rúa renunciaria ao cargo dois anos depois, em 2001, em meio à uma crise econômica e política que marcou a Argentina e levou o país a ter cinco presidentes diferentes em onze dias.

## Histórico
Após ter herdado o país com a redução de -7,2% do PIB em um ano e com a inflação estimada em 3079%, Menem e seu ministro da economia Cavallo promoveram reformas neoliberais que, se por um lado conseguiram estabilizar a moeda do país e promover o crescimento econômico, por outro aumentaram a desindustrialização, o desemprego, a pobreza e a desigualdade na Argentina. 
Apesar destas medidas impopulares, a inabilidade da oposição peronista heterodoxa e do radicalismo (partido de centro) em explorar as denúncias de corrupção e as mazelas socioeconômicas fez com que Menem fosse reeleito em primeiro turno nas eleição presidencial na Argentina em 1995. 
O Plano Cavallo continuou em vigor até 2001 e se mostrou capaz de aguentar os efeitos na economia argentina de sucessivas crises de fugas de investimentos em outros mercados emergentes, como o Efeito Tequila de 1995, a crise dos tigres asiáticos de 1997 e a crise do rublo na Rússia em 1998. 
No entanto, o sistema de câmbio fixo que vinculava o peso argentino ao dólar teve seu impacto na economia real do país. A Argentina começou a importar mais e importar menos, especialmente do Brasil, gerando um déficit na balança comercial argentina entre 1997 e 1999, um fato significativo para um país que se insere na economia global como agroexportador. 
Esta paridade gerou um cenário de desindustrialização, já que os produtos argentinos eram incapazes de competir com o mercado internacional e com as exportações brasileiras, livres de impostos depois da criação do Mercosul. Ao mesmo tempo, a sobrevalorização do peso fez com que o país tivesse que constantemente usar reservas estrangeiras para alimentar o sistema de câmbio fixo e aumentar a sua dívida externa com credores internacionais, como o FMI e o Banco Mundial. 
A título de comparação, quando o Brasil se encontrava em uma situação similar após o Plano Real, em 1999, o país optou por acabar com o câmbio fixo de sua moeda e conseguiu controlar a taxa de juros por meio do tripé macroeconômico. Diante da pressão cambiária constante, a dívida pública total argentina cresceu 126,6% entre 1993 e 2001, uma média anual de 10,8% e o presidente Menemameaçou dolarizar a economia, como viria a propor muitos anos depois Milei, mas não o fez.
O resultado desta política econômica se mostrava na piora na qualidade de vida da população. A desindustrialização e a perda de empregos de qualidade  geraram um aumento da pobreza e da desigualdade no país, aumentando a taxa de desemprego de 6% a 25% em uma década.  O país também aumentou ligeiramente suas taxas de crimes, algo visto com preocupação na segura Argentina.

## Eleições
Após uma performance fraca nas eleições presidenciais de 1995, mas ainda sendo a segunda força no Congresso Argentino e em termos de governos provinciais, o tradicional partido anti-peronista UCR costurou uma aliança política com os peronistas de esquerda da FREPASO, que haviam rompido o bipartidarismo argentino ao tomar o segundo lugar nas últimas eleições presidenciais.
A união, denominada de Aliança pelo Trabalho, Justiça e Educação, conseguiu uma grande vitória eleitoral nas eleições legislativas de 1997, conseguindo obter a maioria dos assentos em jogo e conseguindo arrancar a PJ da maioria absoluta (embora continuasse a ser a primeira minoria). Nas primárias internas entre os partidos, o então governador da cidade de Buenos Aires, de la Rúa, ganhou da governadora da província de Buenos Aires, Graciela Meijide, da FREPASO, com 62% dos votos válidos. 
O partido Justicialista se encontrava desgastado com a crescente impopularidade de Meném e com suas tentativas internas de se lançar a um terceiro mandato. Apesar da vitória do líder partidário Eduardo Duhalde, tido como um candidato de centro, a falta de coesão interna gerou que governadores provinciais peronistas, amargados com as derrotas nas eleições legislativas de 1997, fizessem pouca campanha em seus territórios para Duhalde.
Um terceiro candidato importante foi Domingo Cavallo, ex-presidente do Banco Central em 1992 e ministro da Fazenda no governo Menem. Cavallo foi demitido pelo então presidente em 1996 e, querendo aproveitar de uma parcela de popularidade pelos resultados monetários do plano de conversibilidade, decidiu criar um partido para se apresentar como candidato a presidente. Sua plataforma foi de combate à corrupção e de oposição às tentativas internas de Menem para se apresentar a um terceiro mandato. Muitos anos depois, Cavallo depois seria condenado por improbidade administrativa, corrupção ativa e apropriação de recursos do estado, além de ter sido investigado por tráfego de armas. 

## Campanhas
A recessão, que começou a abrandar na véspera das eleições de 24 de Outubro, continuou a ser um tema central da campanha. De la Rúa, que recebeu elogios pela sua disciplina fiscal enquanto era Chefe do Governo de Buenos Aires, enfatizou a necessidade de acabar com a corrupção. Em contraposição a frivolidade de Menem, De la Rúa quis se colocar como um político tedioso, que não daria a população muito o que se preocupar. 
Duhalde prometeu durante sua campanha que se dedicaria ao combate à recessão e na redução do desemprego. Como um peronista mais tradicional, o candidato queria se descolar da imagem de Menem, peronista de direita, desde que foi eleito governador em 1991. Apesar de seus esforços por se mostrar como um candidato de renovação dentro do mesmo partido de seu sucessor, a aprovação de Duhalde diminuiu devido ao aumento considerável da criminalidade na Grande Buenos Aires, região em que vive uma parcela grande do eleitorado peronista. 
Durante a campanha eleitoral, tanto De la Rúa quanto Duhalde defenderam a convertibilidade monetária do Plano Cavallo, dando garantias de que o regime monetário seria mantido independentemente de quem ganhasse as eleições.

## Resultados
|                       | Fernando de la Rúa    | Carlos Chacho Álvarez | UCR                   | Coalização entre forças políticas de centro-direita a centro-esquerda | 9.167.220  | 48,37 / 100,00  |  |  |  |  |  |  |  |
|                       | Eduardo Duhalde       | Ramon Órtega          | Partido Justicialista | Peronismo Tradicional                                                 | 7.253.902  | 38,27 / 100,00  |  |  |  |  |  |  |  |
|                       | Domingo Cavallo       | Armando Figueroa      | Ação pela República   | Conservadorismo fiscal                                                | 1.937.544  | 10,22 / 100,00  |  |  |  |  |  |  |  |
|                       | Outros                |                       |                       | Socialismo, Humanismo, Regionalismo                                   | 595.038    | 3,14 / 100,00   |  |  |  |  |  |  |  |
| Votos afirmativos     | Votos afirmativos     | Votos afirmativos     | Votos afirmativos     | Votos afirmativos                                                     | 18.953.704 | 95,49 / 100,00  |  |  |  |  |  |  |  |
| Votos brancos         | Votos brancos         | Votos brancos         | Votos brancos         | Votos brancos                                                         | 708.876    | 3,57 / 100,00   |  |  |  |  |  |  |  |
| Votos nulos           | Votos nulos           | Votos nulos           | Votos nulos           | Votos nulos                                                           | 186.761    | 0,94 / 100,00   |  |  |  |  |  |  |  |
| Total de votos        | Total de votos        | Total de votos        | Total de votos        | Total de votos                                                        | 19.849.341 | 82,32 / 100,00  |  |  |  |  |  |  |  |
|                       |                       |                       |                       |                                                                       |            |                 |  |  |  |  |  |  |  |
| Participação          | Participação          | Participação          | Participação          | Participação                                                          | 19.849.341 | 82,38 / 100,00  |  |  |  |  |  |  |  |
| Abstenção             | Abstenção             | Abstenção             | Abstenção             | Abstenção                                                             | 4.261.929  | 17,68 / 100,00  |  |  |  |  |  |  |  |
| Eleitores Registrados | Eleitores Registrados | Eleitores Registrados | Eleitores Registrados | Eleitores Registrados                                                 | 24.111.270 | 100,00 / 100,00 |  |  |  |  |  |  |  |

## Pós-Eleição
Uma suposta compra de votos no Senado um ano depois levou o vice-presidente José Álvarez a renunciar ao cargo antes de completar um ano no cargo e a FREPASO a retirar-se de sua aliança governamental em conjunto com a União Cívica Radical. 
De la Rúa continuou com a estrutura de política monetária de seu antecessor Meném. Em meio a mais severa crise econômica e social na história da Argentina, gerada pelos oito anos de paridade cambial entre o peso e o dólar, o presidente declarou moratória da dívida externa e, posteriormente, renunciou no dia 20/12/2001. Neste ano, a economia argentina decresceu -4,4% e, no ano seguinte, em 2002, -10,9%. 
A renúncia de De la Rúa abriu um período de elevada instabilidade política, económica e social, com a função de presidente na Argentina tendo sido exercida por cinco pessoas diferentes em onze dias. Dois peronistas, Adolfo Rodríguez Saá e Eduardo Duhalde, completaram mandato presidencial iniciado em 1999 e foram temporariamente substituído por dois outros funcionários, Ramón Puerta e Eduardo Camaño.
O tumulto político continuaria até a eleição presidencial de 2003. Em um pleito bastante fragmentado, o ex-presidente Carlos Menem ganhou o primeiro turno, mas, em meio a opiniões de votos que o colocavam em ampla desvantagem, desistiu antes do segundo turno contra o candidato peronista Néstor Kirchner, governador da província patagônica de Santa Cruz. O kirchnerismo governaria o país até 2015.  
As eleições marcaram a última vez até o momento em que um candidato da UCR, o partido mais antigo da Argentina, ultrapassou os 15% de votos válidos em eleições nacionais. Em anos posteriores a eleição de 1999, o partido minguou como força política e só voltaria ao poder nacional como um dos partidos minoritários que compuseram a coalização que elegeu Mauricio Macri nas eleições presidenciáveis de 2015. 